# Catalog stelar

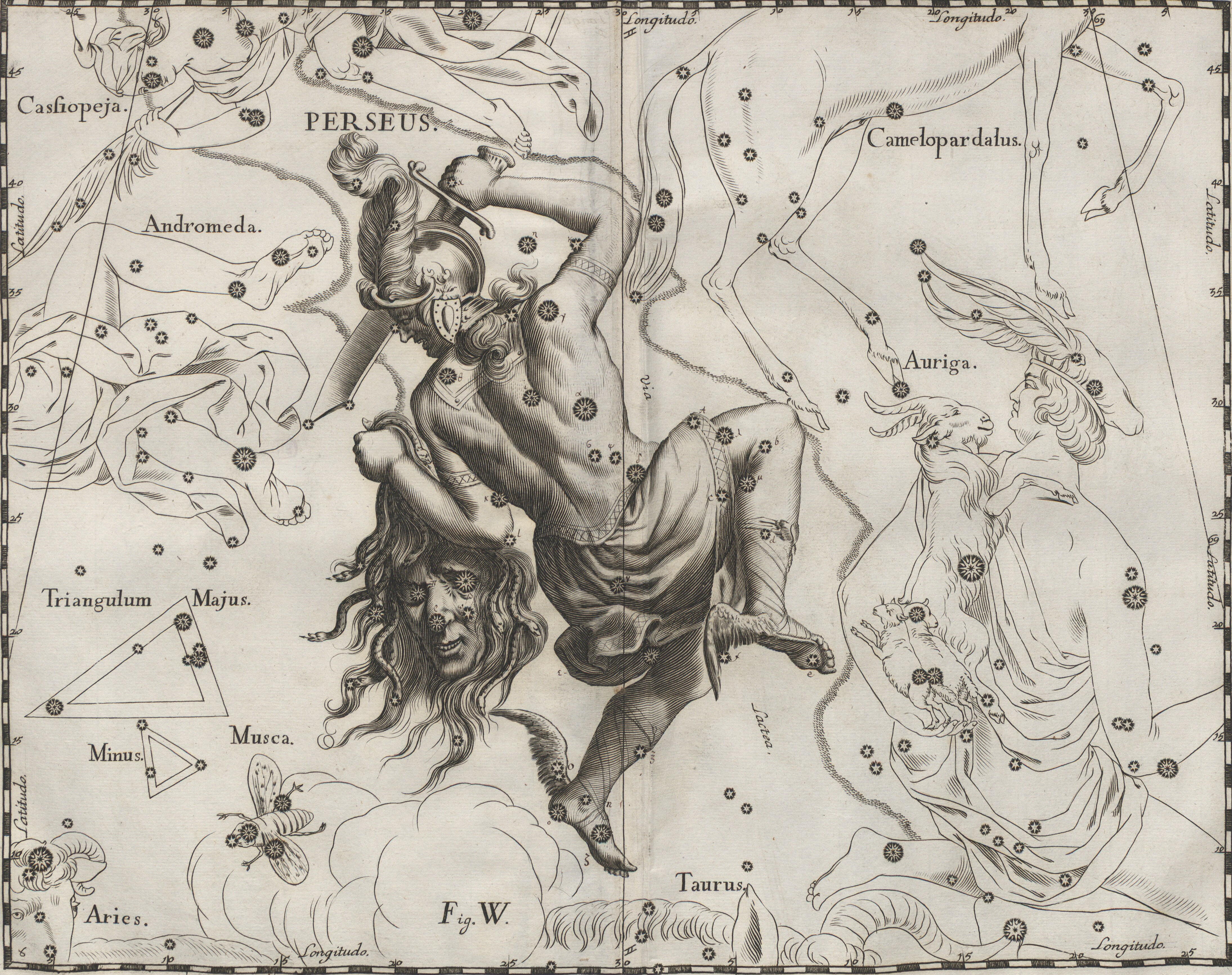
O ilustraţie reprezentând constelaţia Perseu, în Atlas Coelestis de Johannes Hevelius.

Un catalog stelar este un catalog astronomic care listează stele.
Există un număr mare de diferite cataloage stelare care au fost produse pentru diferite motive de-a lungul anilor.
Primele au apărut de la popoarele antice, printre care babilonienii, grecii, chinezii, perșii și arabii.
Cel mai vechi catalog stelar ajuns până în zilele noastre a fost întocmit în China de Shi Shen în secolul al IV-lea î.Hr.
O astfel de lucrare, care cuprindea peste o mie de stele, a fost realizată și de Hiparh și care a fost redată în Almageste a lui Ptolemeu în secolul al II-lea d.Hr.
Multe cataloage moderne, care pot cuprinde zeci de mii de stele, există și în format electronic și pot fi descărcate gratuit din Centrul de Date Astronomice al NASA.